# クリス・リーベン
- クリス・レーベン

クリス・リーベン（Chris Leben, 1980年7月21日 - ）は、アメリカ合衆国の男性総合格闘家。オレゴン州ポートランド出身。アライアンスMMA所属。元WEC世界ミドル級王者。クリス・レーベンとも表記される。

## 来歴
総合格闘家となるまでは、塗装工・建設作業員として働いていた。
2004年1月16日、WEC 9の初代WEC世界ミドル級王座決定戦でマイク・スウィックと対戦し、左フックでKO勝ちを収め王座獲得に成功した。その後、TUFシーズン1に参加するため同王座を返上した。

### TUF
2005年、リアリティ番組「The Ultimate Fighter」のシーズン1にミドル級選手として参加。シーズン中はランディ・クートゥア率いるチーム・クートゥアに所属。初日から泥酔してジェイソン・タッカーのベッドに放尿し、その後は相手チームのボビー・サウスワースやジョシュ・コスチェックらとトラブルを起こし家のドアを破壊、果ては洗面所の鏡を殴って拳を大怪我するなど強烈なキャラクターを発揮し、批判とともに大きな人気を得た。
エリミネイションバウトでジョシュ・コスチェックに判定で敗れ、一度はシーズンを離脱するものの、その後ネイサン・クォーリーの負傷によるシーズン離脱に伴い、クォーリーからの指名によりチーム・クートゥアの欠員補充として復帰。ミドル級トーナメント準決勝でケニー・フロリアンにカットによるTKOで敗れるが、2005年4月9日に行われたフィナーレでは元チームメイトのジェイソン・タッカーと対戦し、TKO勝ちを収めた。

### UFC
2006年6月28日、Ultimate Fight Night 5でアンデウソン・シウバと対戦し、膝蹴りでKO負け。
2007年、ハワイ州オアフ島にある「Icon Fitness MMAジム」のコーチに就任し、ハワイを拠点とするようになった。
2007年5月26日、UFC 71でカリブ・スターンズと対戦し、判定負け。敗れはしたもののファイト・オブ・ザ・ナイトを受賞した。9月19日のUFC Fight Night: Thomas vs. Florianではテリー・マーティンにKO勝ち。ノックアウト・オブ・ザ・ナイトを受賞した。
2008年3月1日、UFC 82でアレッシオ・サカラと対戦し、パウンドでTKO勝ち。ノックアウト・オブ・ザ・ナイトを受賞した。
2008年6月7日のUFC 85でマイケル・ビスピンとの対戦が予定されていたが、4月30日にオレゴン州クラカマス郡で執行猶予中の飲酒運転で逮捕・拘留されたため、同大会を欠場した。10月18日のUFC 89で復帰し、ビスピン戦を迎えたが、判定負け。試合後の薬物検査でアナボリックステロイドの陽性反応が検出されたため、9か月間の出場停止処分を受けた。
出場停止処分中、ハワイ州オアフ島に自身のジム「Ultimate Fight School」をオープンさせた。
2009年8月29日、地元オレゴン州で開催されたUFC 102でジェイク・ロショルトと対戦し、肩固めで一本負けを喫した。
2010年6月19日、The Ultimate Fighter: Team Liddell vs. Team Ortiz Finaleでアーロン・シンプソンと対戦し、スタンドパンチ連打でTKO勝ち。ノックアウト・オブ・ザ・ナイトを受賞した。7月3日、UFC 116ではヴァンダレイ・シウバが負傷欠場したため、2週間の試合間隔で代役として出場し、秋山成勲と対戦。3R終了間際に三角絞めで一本勝ちを収め、大会のファイト・オブ・ザ・ナイトを受賞した。
2011年1月1日、UFC 125でブライアン・スタンと対戦し、パウンドでTKO負けを喫した。
2011年7月2日、UFC 132でヴァンダレイ・シウバと対戦し、クリンチアッパーの連打でダウンを奪いパウンドでKO勝ちを収めた。
2011年11月5日、UFC 138でマーク・ムニョスと対戦。2Rにカットによる出血を重く見たリーベン陣営のセコンドによりコーナーストップがかけられTKO負け。試合後の薬物検査で処方鎮痛剤のオキシコドンとオキシモルフォンの陽性反応が検出されたため、1年間の出場停止処分を受けた。
2013年12月28日、UFC 168でユライア・ホールと対戦し、棄権でTKO負け。4連敗となり試合後に引退を表明した。
2016年、Bellator MMAと契約したが、健康診断で心臓疾患が発見されたため、復帰を断念した。

## 戦績

### 総合格闘技
| 総合格闘技 戦績 | 総合格闘技 戦績 | 総合格闘技 戦績 | 総合格闘技 戦績 | 総合格闘技 戦績 | 総合格闘技 戦績 | 総合格闘技 戦績 |
| --------------- | --------------- | --------------- | --------------- | --------------- | --------------- | --------------- |
| 33 試合         | (T)KO           | 一本            | 判定            | その他          | 引き分け        | 無効試合        |
| 22 勝           | 12              | 5               | 5               | 0               | 0               | 0               |
| 11 敗           | 4               | 2               | 5               | 0               | 0               | 0               |

| 勝敗 | 対戦相手                     | 試合結果                          | 大会名                                                           | 開催年月日     |
| ×    | ユライア・ホール             | 1R終了時 TKO（棄権）              | UFC 168: Weidman vs. Silva 2                                     | 2013年12月28日 |
| ×    | アンドリュー・クレイグ       | 5分3R終了 判定1-2                 | UFC 162: Silva vs. Weidman                                       | 2013年7月6日   |
| ×    | デレク・ブランソン           | 5分3R終了 判定0-3                 | UFC 155: dos Santos vs. Velasquez 2                              | 2012年12月29日 |
| ×    | マーク・ムニョス             | 2R終了時 TKO（コーナーストップ）  | UFC 138: Leben vs. Munoz                                         | 2011年11月5日  |
| ○    | ヴァンダレイ・シウバ         | 1R 0:27 KO（左アッパー→パウンド） | UFC 132: Cruz vs. Faber                                          | 2011年7月2日   |
| ×    | ブライアン・スタン           | 1R 3:37 TKO（パウンド）           | UFC 125: Resolution                                              | 2011年1月1日   |
| ○    | 秋山成勲                     | 3R 4:40 三角絞め                  | UFC 116: Lesnar vs. Carwin                                       | 2010年7月3日   |
| ○    | アーロン・シンプソン         | 2R 4:17 TKO（スタンドパンチ連打） | The Ultimate Fighter: Team Liddell vs. Team Ortiz Finale         | 2010年6月19日  |
| ○    | ジェイ・シウバ               | 5分3R終了 判定3-0                 | UFC Fight Night: Maynard vs. Diaz                                | 2010年1月11日  |
| ×    | ジェイク・ロショルト         | 3R 1:20 肩固め                    | UFC 102: Couture vs. Nogueira                                    | 2009年8月29日  |
| ×    | マイケル・ビスピン           | 5分3R終了 判定0-3                 | UFC 89: Bisping vs. Leben                                        | 2008年10月18日 |
| ○    | アレッシオ・サカラ           | 1R 3:16 TKO（左フック→パウンド）  | UFC 82: Pride of a Champion                                      | 2008年3月1日   |
| ○    | テリー・マーティン           | 3R 3:56 KO（左フック）            | UFC Fight Night: Thomas vs. Florian                              | 2007年9月19日  |
| ×    | カリブ・スターンズ           | 5分3R終了 判定0-3                 | UFC 71: Liddell vs. Jackson                                      | 2007年5月26日  |
| ×    | ジェイソン・マクドナルド     | 2R 4:03 フロントチョーク          | UFC 66: Liddell vs. Ortiz 2                                      | 2006年12月30日 |
| ○    | ジョルジ・サンチアゴ         | 2R 0:35 KO（左フック）            | UFC Fight Night 6                                                | 2006年8月17日  |
| ×    | アンデウソン・シウバ         | 1R 0:49 KO（膝蹴り）              | Ultimate Fight Night 5                                           | 2006年6月28日  |
| ○    | ルイージ・フィオラヴァンティ | 5分3R終了 判定3-0                 | Ultimate Fight Night 4                                           | 2006年4月6日   |
| ○    | ホルヘ・リベラ               | 1R 1:44 TKO（右フック）           | Ultimate Fight Night 3                                           | 2006年1月16日  |
| ○    | エドウィン・デューイーズ     | 1R 3:26 腕ひしぎ十字固め          | Ultimate Fight Night 2                                           | 2005年10月3日  |
| ○    | パトリック・コーテ           | 5分3R終了 判定2-1                 | Ultimate Fight Night 1                                           | 2005年8月6日   |
| ○    | ジェイソン・タッカー         | 1R 1:35 TKO（パンチ連打）         | The Ultimate Fighter 1 Finale                                    | 2005年4月9日   |
| ○    | ベンジー・ラダック           | 3R 3:43 TKO（顎の骨折）           | SportFight 4: Fight For Freedom 【SportFightミドル級王座決定戦】 | 2004年6月26日  |
| ×    | ジョー・ドークセン           | 5分3R終了 判定0-3                 | FFC 9 【FFCミドル級王座決定戦】                                  | 2004年5月14日  |
| ○    | ジャスティン・デイビス       | 1R 1:54 KO（パンチ）              | SportFight 3: Dome                                               | 2004年4月17日  |
| ○    | ボイド・バラード             | 1R 1:50 KO（パンチ連打）          | UFCF: Night of Champions                                         | 2004年1月31日  |
| ○    | マイク・スウィック           | 2R 0:45 KO（左フック）            | WEC 9: Cold Blooded 【WEC世界ミドル級王座決定戦】                | 2004年1月16日  |
| ○    | ジェームス・ファンシアー     | 5分3R終了 判定3-0                 | Gladiator Challenge 20 【GCミドル級王座決定戦】                  | 2003年11月13日 |
| ○    | ブライアン・スリーマン       | 1R 3:15 腕ひしぎ十字固め          | WEC 8: Halloween Fury 2                                          | 2003年10月17日 |
| ○    | ボイド・バラード             | 1R 2:18 腕ひしぎ十字固め          | UFCF: Night of Champions                                         | 2003年10月11日 |
| ○    | ランドン・ショウォルター     | 5分3R終了 判定3-0                 | TQP SportFight: Second Coming                                    | 2003年8月23日  |
| ○    | オットー・オルソン           | 1R 2:01 KO（パンチ）              | UFCF: Battle in Seattle                                          | 2003年7月26日  |
| ○    | ブライス・ハミルトン         | 1R 2:45 腕ひしぎ十字固め          | UFCF: Fall Brawl                                                 | 2002年11月9日  |

### 総合格闘技エキシビション
| 勝敗 | 対戦相手               | 試合結果                        | 大会名                 | 開催年月日     |
| ×    | ケニー・フロリアン     | 2R 3:10 TKO（ドクターストップ） | The Ultimate Fighter 1 | 2004年10月28日 |
| ×    | ジョシュ・コスチェック | 5分2R終了 判定0-3               | The Ultimate Fighter 1 | 2004年10月13日 |

### アマチュア総合格闘技
| 勝敗 | 対戦相手                 | 試合結果                   | 大会名                         | 開催年月日     |
| ○    | パット・ヒーリー         | 5分3R終了 判定2-1          | FCFF: Rumble at the Roseland 8 | 2003年6月7日   |
| ○    | ジョン・ホール           | 2R終了時 TKO（タオル投入） | FCFF: Rumble at the Roseland 6 | 2003年3月8日   |
| ○    | ベン・バーチャー         | 1R 3:00 TKO（パンチ連打）  | FCFF: Rumble at the Roseland 5 | 2002年12月14日 |
| ○    | ジャスティン・テラースト | 1R 2:30 腕ひしぎ十字固め   | FCFF: Rumble at the Roseland 4 | 2002年8月10日  |

## 獲得タイトル
- Gladiator Challengeミドル級王座（2003年）
- 初代WEC世界ミドル級王座（2004年）
- 初代SportFightミドル級王座（2004年）

## 表彰
- ブラジリアン柔術 紫帯
- UFC ファイト・オブ・ザ・ナイト（2回）
- UFC ノックアウト・オブ・ザ・ナイト（4回）
- SHERDOG カムバック・オブ・ザ・イヤー（2010年）